# Liste der obersten Vertreter der englischen und britischen Krone in Irland
Die nachfolgende Liste enthält die obersten Vertreter der englischen und britischen Krone in Irland von der anglo-normannischen Eroberung im 12. Jahrhundert bis zur Teilung Irlands 1922. Diese Vertreter hatten verschiedene Amtsbezeichnungen, so (Chief) Justiciar of Ireland bis ins 14. Jahrhundert, (King’s) Lieutenant oder (Lord) Deputy im Spätmittelalter und der Frühen Neuzeit und schließlich Lord Lieutenant of Ireland. Inoffiziell wurden sie häufig auch als Vizekönige bezeichnet.

## Liste
Die Liste basiert im Wesentlichen auf den Angaben aus Charles O’Mahonys Überblicksdarstellung The Viceroys of Ireland aus dem Jahre 1912, wobei der Zeitraum der tatsächlichen Anwesenheit in Irland zugrundegelegt wurde, dessen Beginn vom Zeitpunkt der Ernennung abweichen kann. Zeitlich nicht genau zu bestimmende Angaben sind mit Fragezeichen gekennzeichnet. Zusätzlich sind die jeweils regierenden englischen/britischen Monarchen angegeben sowie in der vierten Spalte eine Auswahl wichtiger Irland betreffender Ereignisse zur zeitlichen Einordnung.
| Name | Zeitraum      | englischer/britischer Monarch                                                                                            | wichtige Ereignisse                                                                                 |
| --- | ------------- | --- | --------------------------------------------------------------------------------------------------- |
| | 1171–1172     | Heinrich II. | Anglonormannische Eroberung von Irland                                                              |
| Hugh de Lacy, Lord of Meath                                                                                 | 1172–1173     | Heinrich II. | |
| Richard de Clare, 2. Earl of Pembroke (Strongbow)                                                           | 1173–1176     | Heinrich II. | Vertrag von Windsor (1175)                                                                          |
| Raymond FitzGerald                                                                                          | 1176–1177     | Heinrich II. | |
| William FitzAldelm                                                                                          | 1177–1179     | Heinrich II. | Lordschaft Irland (ab 1177)                                                                         |
| Hugh de Lacy, Lord of Meath                                                                                 | 1179–1181     | Heinrich II. | |
| John FitzRichard und Richard le Peche                                                                       | 1181          | Heinrich II. | |
| Hugh de Lacy, Lord of Meath und Hubert Walter, Bischof von Salisbury                                        | 1181–1184     | Heinrich II. | |
| Prinz Johann Ohneland                                                                                       | 1184–1185     | Heinrich II. | |
| John de Courcy                                                                                              | 1185–1189     | Heinrich II. | |
| Hugh de Lacy (Sohn)                                                                                         | 1189–1190     | Richard Löwenherz | |
| William le Petil                                                                                            | 1190–1191     | Richard Löwenherz | |
| William Marshal, 1. Earl of Pembroke                                                                        | 1191–1194     | Richard Löwenherz | |
| Peter Pipard                                                                                                | 1194          | Richard Löwenherz | |
| Hamon de Valognes                                                                                           | 1197–1199     | Richard Löwenherz | |
| Meiler FitzHenry                                                                                            | 1199–1208     | Johann Ohneland | |
| John de Gray                                                                                                | 1208–1213     | Johann Ohneland | |
| Henry of London                                                                                             | 1213–1215     | Johann Ohneland | |
| Geoffrey de Marisco                                                                                         | 1215–1221     | Johann Ohneland | 1216: Great Charter of Ireland                                                                      |
| Geoffrey de Marisco                                                                                         | 1215–1221     | Heinrich III. | |
| William Marshal, 2. Earl of Pembroke                                                                        | 1224–1226     | | |
| Geoffrey de Marisco                                                                                         | 1226–1227     | | |
| Richard de Burgh                                                                                            | 1227–1229     | | |
| Maurice FitzGerald, 2. Lord of Offaly                                                                       | 1229–1245     | | |
| John fitz Geoffrey                                                                                          | 1245–1255     | | |
| Alan de la Zouche                                                                                           | 1255–1259     | | |
| Stephen Longespée                                                                                           | 1259–1260     | | |
| William le Dene                                                                                             | 1260–1261     | | |
| Sir Richard de la Rochelle                                                                                  | 1261–1266     | 1264: erste Versammlung des Parliament of Ireland                                                                        | |
| John fitz Geoffrey                                                                                          | 1266–1267     | | |
| Sir Robert of Ufford                                                                                        | 1268          | | |
| Richard d’Exeter                                                                                            | 1269          | | |
| James Audley                                                                                                | 1270–1272     | | |
| Maurice FitzGerald, 3. Lord of Offaly                                                                       | 1272–1273     | Eduard I. | |
| Geoffrey de Geneville, 1. Baron Geneville                                                                   | 1273–1276     | Eduard I. | |
| Sir Robert of Ufford                                                                                        | 1276–1282     | Eduard I. | |
| Stephen de Fulbourn, Erzbischof von Tuam (?)                                                                | 1282–1288     | Eduard I. | |
| John of Sandford, Erzbischof von Dublin                                                                     | 1288–1290     | Eduard I. | |
| William de Vescy, 1. Baron Vescy                                                                            | 1290–1293     | Eduard I. | |
| William de la Haye                                                                                          | 1293          | Eduard I. | |
| William D'Ardingselles                                                                                      | 1294          | Eduard I. | |
| Thomas FitzGerald, 2. Baron Desmond                                                                         | 1294–1295     | Eduard I. | |
| Sir John Wogan                                                                                              | 1295–1308     | Eduard I. | |
| Sir John Wogan                                                                                              | 1295–1308     | Eduard II. | |
| Piers Gaveston, 1. Earl of Cornwall                                                                         | 1308–1309     | | |
| Sir John Wogan                                                                                              | 1309–1312     | | |
| Sir Edmund Butler                                                                                           | 1312–1314     | | |
| Theobald de Verdon, 2. Baron Verdon                                                                         | 1314–1315     | | |
| Sir Edmund Butler                                                                                           | 1315–1317     | 1315–1318: Rebellion unter Edward Bruce                                                                                  | |
| Roger Mortimer, 1. Earl of March                                                                            | 1317–1320     | 1315–1318: Rebellion unter Edward Bruce                                                                                  | |
| Thomas FitzGerald, 2. Earl of Kildare                                                                       | 1320–1321     | | |
| John de Bermingham, 1. Earl of Louth                                                                        | 1321          | | |
| Ralph de Gorges                                                                                             | 1321–1323     | | |
| John Darcy, 1. Baron Darcy de Knayth                                                                        | 1323–1326     | | |
| Thomas FitzGerald, 2. Earl of Kildare                                                                       | 1326–1328     | | |
| Thomas FitzGerald, 2. Earl of Kildare                                                                       | 1326–1328     | Eduard III. | |
| Roger Utlagh                                                                                                | 1328–1331     | | |
| William de Burgh, 3. Earl of Ulster                                                                         | 1331–1332     | | |
| John Darcy, 1. Baron Darcy de Knayth bzw. Thomas de Burgh (Deputy Lieutenant)                               | 1332–1337     | | |
| John Darcy, 1. Baron Darcy de Knayth bzw. John de Cherleton (Deputy Lieutenant)                             | 1337–1338     | | |
| Thomas Charlton, Bischof von Hereford                                                                       | 1338–1340     | | |
| Roger Utlagh                                                                                                | 1340          | | |
| Sir John Moriz                                                                                              | 1340–1344     | | |
| Sir Ralph Ufford                                                                                            | 1344–1346     | | |
| Sir John Moriz                                                                                              | 1346–1348     | | |
| Walter de Bermingham                                                                                        | 1348–1349     | | |
| Sir John Carew                                                                                              | 1349          | | |
| Sir Thomas Rokeby                                                                                           | 1349–1355     | | |
| Maurice FitzGerald, 1. Earl of Desmond                                                                      | 1355–1356     | | |
| Sir Thomas Rokeby                                                                                           | 1356–1357     | | |
| Almaric St Amand, 2. Baron St Amand bzw. Maurice FitzGerald, 4. Earl of Kildare (Deputy)                    | 1356–1359     | | |
| James Butler, 2. Earl of Ormonde                                                                            | 1359–1361     | | |
| Lionel of Antwerp (später 1. Duke of Clarence)                                                              | 1361–1367     | 1366: Kilkenny-Statuten                                                                                                  | |
| Gerald FitzGerald, 4. Earl of Desmond                                                                       | 1367–1369     | | |
| Sir William de Windsor                                                                                      | 1369–1371     | | |
| Maurice FitzGerald, 4. Earl of Kildare                                                                      | 1371–?        | | |
| Dean de Colton                                                                                              | ?–?           | | |
| William de Taney                                                                                            | ?–1374        | | |
| Sir William de Windsor                                                                                      | 1374–1376     | | |
| Maurice FitzGerald, 4. Earl of Kildare                                                                      | 1376          | | |
| James Butler, 2. Earl of Ormonde                                                                            | 1376–1378     | | |
| James Butler, 2. Earl of Ormonde                                                                            | 1376–1378     | Richard II. | |
| Alexander de Balscot und John de Bromwich                                                                   | 1378–1380     | | |
| Edmund Mortimer, 3. Earl of March                                                                           | 1380–1381     | | |
| Dean de Colton                                                                                              | 1381          | | |
| Roger Mortimer, 4. Earl of March bzw. Thomas de Mortimer (Deputy)                                           | 1382–1387     | | |
| Sir Philip de Courtenay                                                                                     | 1387          | | |
| Robert de Vere, 9. Earl of Oxford (und Duke of Ireland)                                                     | 1387          | | |
| Alexander de Balscot, Bischof von Meath                                                                     | 1387–1389     | | |
| Sir John de Stanley                                                                                         | 1389–1391     | | |
| James Butler, 3. Earl of Ormonde                                                                            | 1391–1395     | | |
| Roger Mortimer, 4. Earl of March                                                                            | 1395–1398     | | |
| John de Colton, Erzbischof von Armagh                                                                       | 1398–1399     | | |
| Thomas Holland, 1. Duke of Surrey                                                                           | 1399          | | |
| Sir John de Stanley                                                                                         | 1399–1402     | Heinrich IV. | |
| Prinz Thomas of Lancaster, 1. Duke of Clarence                                                              | 1402–1403     | Heinrich IV. | |
| Sir Stephen le Scrope (Deputy)                                                                              | 1403–1405     | Heinrich IV. | |
| James Butler, 3. Earl of Ormonde (Deputy)                                                                   | 1405          | Heinrich IV. | |
| Gerald FitzGerald, 5. Earl of Kildare (Deputy)                                                              | 1405–1408     | Heinrich IV. | |
| Prinz Thomas of Lancaster, 1. Duke of Clarence                                                              | 1408–1410     | Heinrich IV. | |
| Thomas Le Boteller                                                                                          | 1410–1413     | Heinrich IV. | |
| Sir John de Stanley                                                                                         | 1413–1414     | Heinrich V. | |
| Thomas Cranley, Erzbischof von Dublin                                                                       | 1414          | Heinrich V. | |
| Sir John Talbot                                                                                             | 1414–1419     | Heinrich V. | |
| Richard Talbot, Erzbischof von Dublin                                                                       | 1419–?        | Heinrich V. | |
| James Butler, 4. Earl of Ormonde                                                                            | ?–? (3 Jahre) | Heinrich V. | |
| James Butler, 4. Earl of Ormonde                                                                            | ?–? (3 Jahre) | Heinrich VI. | |
| Edmund Mortimer, 5. Earl of March                                                                           | 1424–1425     | | |
| James Butler, 4. Earl of Ormonde                                                                            | 1425–1427     | | |
| Sir John Grey de Ruthyn                                                                                     | 1427–1428     | | |
| Sir John Sutton                                                                                             | 1428–1429     | | |
| Sir Thomas le Strange                                                                                       | 1429–1431     | | |
| Sir Lionel de Welles                                                                                        | 1431–1438     | | |
| William de Welles                                                                                           | 1438–1446     | | |
| John Talbot, 1. Earl of Shrewsbury                                                                          | 1446–1449 (?) | | |
| Richard Plantagenet, 3. Duke of York                                                                        | 1449–1450     | | |
| John Mey, Erzbischof von Armagh (Deputy)                                                                    | 1450–1454 (?) | | |
| Edmund Fitz-Eustace (Deputy)                                                                                | 1454–1455 (?) | Rosenkriege (1455–1485/87)                                                                                               | |
| Thomas FitzGerald, 7. Earl of Kildare (Deputy)                                                              | 1455–1459     | Rosenkriege (1455–1485/87)                                                                                               | |
| Richard Plantagenet, 3. Duke of York                                                                        | 1459–1460 (?) | Rosenkriege (1455–1485/87)                                                                                               | |
| George Plantagenet, 1. Duke of Clarence                                                                     | 1462–1478     | Rosenkriege (1455–1485/87)                                                                                               | Eduard IV.                                                                                          |
| Sir Rowland FitzEustace (Deputy)                                                                            | 1462–1464     | Rosenkriege (1455–1485/87)                                                                                               | Eduard IV.                                                                                          |
| Thomas FitzGerald, 7. Earl of Desmond (Deputy)                                                              | 1464–?        | Rosenkriege (1455–1485/87)                                                                                               | Eduard IV.                                                                                          |
| John Tiptoft, 1. Earl of Worcester (Deputy)                                                                 | ?–1468        | Rosenkriege (1455–1485/87)                                                                                               | Eduard IV.                                                                                          |
| Thomas FitzGerald, 7. Earl of Kildare (Deputy)                                                              | 1468–?        | Rosenkriege (1455–1485/87)                                                                                               | Eduard IV.                                                                                          |
| Edmund Dudley (Deputy)                                                                                      | ?–1470        | Rosenkriege (1455–1485/87)                                                                                               | Eduard IV.                                                                                          |
| Thomas FitzGerald, 7. Earl of Kildare (Deputy)                                                              | 1470–1475     | Rosenkriege (1455–1485/87)                                                                                               | Heinrich VI.                                                                                        |
| Thomas FitzGerald, 7. Earl of Kildare (Deputy)                                                              | 1470–1475     | Rosenkriege (1455–1485/87)                                                                                               | Eduard IV.                                                                                          |
| William Sherwood, Bischof von Meath                                                                         | 1475–?        | Rosenkriege (1455–1485/87)                                                                                               | |
| Gerald FitzGerald, 8. Earl of Kildare                                                                       | ?–1478        | Rosenkriege (1455–1485/87)                                                                                               | |
| John de la Pole, 2. Duke of Suffolk                                                                         | 1478          | Rosenkriege (1455–1485/87)                                                                                               | |
| Henry Grey, 4. Baron Grey of Codnor (Deputy)                                                                | 1478          | Rosenkriege (1455–1485/87)                                                                                               | |
| Richard of Shrewsbury, 1. Duke of York                                                                      | 1479          | Rosenkriege (1455–1485/87)                                                                                               | |
| Robert Preston, 1. Viscount Gormanston                                                                      | 1479–1481     | Rosenkriege (1455–1485/87)                                                                                               | |
| Gerald FitzGerald, 8. Earl of Kildare (Deputy)                                                              | 1481–1484     | Rosenkriege (1455–1485/87)                                                                                               | |
| Gerald FitzGerald, 8. Earl of Kildare (Deputy)                                                              | 1481–1484     | Rosenkriege (1455–1485/87)                                                                                               | Eduard V.                                                                                           |
| Gerald FitzGerald, 8. Earl of Kildare (Deputy)                                                              | 1481–1484     | Rosenkriege (1455–1485/87)                                                                                               | Richard III.                                                                                        |
| Edward of Middleham (nominell)                                                                              | 1483–1484     | Rosenkriege (1455–1485/87)                                                                                               | |
| John de la Pole, 1. Earl of Lincoln                                                                         | 1484–1485     | Rosenkriege (1455–1485/87)                                                                                               | |
| Jasper Tudor, 1. Duke of Bedford                                                                            | 1485–?        | Rosenkriege (1455–1485/87)                                                                                               | Heinrich VII.                                                                                       |
| Gerald FitzGerald, 8. Earl of Kildare                                                                       | 1487–?        | Rosenkriege (1455–1485/87)                                                                                               | |
| Gerald FitzGerald, 8. Earl of Kildare                                                                       | 1487–?        | Rosenkriege (1455–1485/87)                                                                                               | Lambert Simnel (falscher „Edward VI.“)                                                              |
| Gerald FitzGerald, 8. Earl of Kildare                                                                       | 1487–?        | Heinrich VII. | |
| Walter Fitzsimon (Deputy)                                                                                   | ?–1493        | | |
| Robert Preston, 1. Viscount Gormanston (Deputy)                                                             | 1493–1494     | | |
| Henry Tudor, Duke of York (nominell)                                                                        | 1494–1519     | | |
| Sir Edward Poynings (Deputy)                                                                                | 1494–?        | 1494: Poynings’ Law | |
| Henry Deane, Bischof von Bangor (Lordkanzler)                                                               | ?–?           | | |
| Gerald FitzGerald, 8. Earl of Kildare                                                                       | ?–1513        | | |
| Gerald FitzGerald, 8. Earl of Kildare                                                                       | ?–1513        | Heinrich VIII. | |
| Gerald FitzGerald, 9. Earl of Kildare                                                                       | 1513–1518/19  | | |
| Thomas Howard, Earl of Surrey                                                                               | 1519–1523     | | |
| Piers Butler, 8. Earl of Ormonde                                                                            | 1523–1524     | | |
| Gerald FitzGerald, 9. Earl of Kildare                                                                       | 1524–1529     | | |
| Piers Butler, 8. Earl of Ormonde                                                                            | 1529–1530     | | |
| Sir William Skeffington                                                                                     | 1530–1532     | | |
| Gerald FitzGerald, 9. Earl of Kildare                                                                       | 1532–1534     | | |
| Thomas FitzGerald, Lord Offaly                                                                              | 1534          | | |
| Sir William Skeffington                                                                                     | 1534–1535     | | |
| Leonard Grey, 1. Viscount Grane                                                                             | 1536–1540     | | |
| Sir Anthony St Leger                                                                                        | 1540–1548     | 1542: die Lordschaft wird unter dem Crown of Ireland Act zum Königreich Irland in Personalunion mit der englischen Krone | |
| Sir Anthony St Leger                                                                                        | 1540–1548     | Eduard VI. | |
| Sir Edward Bellingham                                                                                       | 1548–1549 (?) | | |
| Sir Francis Bryan                                                                                           | 1550          | | |
| Sir Anthony St Leger                                                                                        | 1550–1556     | | |
| Sir Anthony St Leger                                                                                        | 1550–1556     | Maria I. | |
| Sir James Croft (Deputy)                                                                                    | 1551–1552     | | |
| Thomas Radclyffe, 3. Earl of Sussex                                                                         | 1556–1557     | | |
| Sir Henry Sidney                                                                                            | 1557–1558     | | |
| Thomas Radclyffe, 3. Earl of Sussex                                                                         | 1559–1564     | Elisabeth I. | |
| Sir Henry Sidney                                                                                            | 1564–1578     | Elisabeth I. | 1569–1583: Desmond-Rebellionen                                                                      |
| Sir William Pelham                                                                                          | 1578–1580     | Elisabeth I. | 1569–1583: Desmond-Rebellionen                                                                      |
| Arthur Grey, 14. Baron Grey de Wilton                                                                       | 1580–1582     | Elisabeth I. | 1569–1583: Desmond-Rebellionen                                                                      |
| Adam Loftus, Erzbischof von Dublin, und Henry Wallop (Lords Justices)                                       | 1582–1584     | Elisabeth I. | 1569–1583: Desmond-Rebellionen                                                                      |
| John Perrot                                                                                                 | 1584–1588     | Elisabeth I. | ab 1584: großangelegte Ansiedlungen von Protestanten (Plantations)                                  |
| Sir William Fitzwilliam                                                                                     | 1588–1594     | Elisabeth I. | |
| Sir William Russell                                                                                         | 1594–1597     | Elisabeth I. | 1594–1604: Tyrone’s Rebellion                                                                       |
| Thomas Burgh, 3. Baron Burgh                                                                                | 1597          | Elisabeth I. | 1594–1604: Tyrone’s Rebellion                                                                       |
| Sir Thomas Norris (Lord Justice)                                                                            | 1597          | Elisabeth I. | 1594–1604: Tyrone’s Rebellion                                                                       |
| Adam Loftus, Erzbischof von Dublin, Robert Gardiner und Thomas Butler, 10. Earl of Ormonde (Lords Justices) | 1597–1599     | Elisabeth I. | 1594–1604: Tyrone’s Rebellion                                                                       |
| Robert Devereux, 2. Earl of Essex                                                                           | 1599          | Elisabeth I. | 1594–1604: Tyrone’s Rebellion                                                                       |
| Charles Blount, 8. Baron Mountjoy                                                                           | 1600–1603     | Elisabeth I. | 1594–1604: Tyrone’s Rebellion                                                                       |
| Sir George Carey (Deputy)                                                                                   | 1603–1604     | Jakob I. | 1594–1604: Tyrone’s Rebellion                                                                       |
| Sir Arthur Chichester                                                                                       | 1605–1614     | Jakob I. | 1607: Flucht der Grafen ab 1609: Ulster Plantation                                                  |
| Sir Oliver St John                                                                                          | 1616–1622     | Jakob I. | |
| Henry Cary, 1. Viscount Falkland                                                                            | 1622–1629     | Jakob I. | |
| Henry Cary, 1. Viscount Falkland                                                                            | 1622–1629     | Karl I. | |
| (Lords Justices)                                                                                            | 1629–1633     | | |
| Thomas Wentworth, 1. Earl of Strafford                                                                      | 1633–1640     | | |
| (Lords Justices)                                                                                            | 1640–1644     | 1641/42: Irische Rebellion 1642–1649: Konföderation Irland                                                               | |
| James Butler, 12. Earl of Ormonde                                                                           | 1644–1647     | 1641/42: Irische Rebellion 1642–1649: Konföderation Irland                                                               | |
| Philip Sidney, Lord Lisle                                                                                   | 1647          | 1641/42: Irische Rebellion 1642–1649: Konföderation Irland                                                               | |
| James Butler, 1. Marquess of Ormonde                                                                        | 1648–1649     | 1641/42: Irische Rebellion 1642–1649: Konföderation Irland                                                               | |
| | 1649–1660     | – | Commonwealth of England unter Oliver Cromwell und Richard Cromwell 1649–1653: Rückeroberung Irlands |
| George Monck, 1. Duke of Albemarle                                                                          | 1660–1662     | Karl II. | 1660–1688: Stuart-Restauration                                                                      |
| James Butler, 1. Duke of Ormonde                                                                            | 1662–1669     | Karl II. | 1660–1688: Stuart-Restauration                                                                      |
| John Robartes, 1. Earl of Radnor                                                                            | 1669–1670     | Karl II. | 1660–1688: Stuart-Restauration                                                                      |
| John Berkeley, 1. Baron Berkeley of Stratton                                                                | 1670–1672     | Karl II. | 1660–1688: Stuart-Restauration                                                                      |
| Arthur Capell, 1. Earl of Essex                                                                             | 1672–1677     | Karl II. | 1660–1688: Stuart-Restauration                                                                      |
| James Butler, 1. Duke of Ormonde                                                                            | 1677–1683     | Karl II. | 1660–1688: Stuart-Restauration                                                                      |
| Laurence Hyde, 1. Earl of Rochester                                                                         | 1683–?        | Karl II. | 1660–1688: Stuart-Restauration                                                                      |
| (Lords Justices)                                                                                            | ?–1685        | Karl II. | 1660–1688: Stuart-Restauration                                                                      |
| Henry Hyde, 2. Earl of Clarendon                                                                            | 1685–1687     | Jakob II. | 1660–1688: Stuart-Restauration                                                                      |
| Richard Talbot, 1. Earl of Tyrconnell                                                                       | 1687–1689     | Jakob II. | 1688/89: Glorious Revolution in England                                                             |
| | 1689–1691     | | Krieg der zwei Könige in Irland                                                                     |
| Henry Sydney, Viscount Sidney                                                                               | 1692–1693     | Wilhelm III. und Maria II.                                                                                               | |
| Henry Capell, 1. Baron Capell of Tewkesbury u. a. (Commissioners)                                           | 1693–1695     | Wilhelm III. und Maria II.                                                                                               | |
| Henry Capell, 1. Baron Capell of Tewkesbury                                                                 | 1695–1696     | Wilhelm III. und Maria II.                                                                                               | |
| (Lords Justices)                                                                                            | 1696–1700     | Wilhelm III. und Maria II.                                                                                               | |
| Laurence Hyde, 1. Earl of Rochester                                                                         | 1700–1702/03  | Wilhelm III. und Maria II.                                                                                               | |
| James Butler, 2. Duke of Ormonde                                                                            | 1703–1707     | Anne | |
| Thomas Herbert, 8. Earl of Pembroke                                                                         | 1707–1708     | Anne | |
| Thomas Wharton, 1. Earl of Wharton                                                                          | 1708–1710     | Anne | |
| James Butler, 2. Duke of Ormonde                                                                            | 1710–1713     | Anne | |
| Charles Talbot, 1. Duke of Shrewsbury                                                                       | 1713–1717     | Anne | |
| Charles Talbot, 1. Duke of Shrewsbury                                                                       | 1713–1717     | Georg I. | |
| (Lords Justices)                                                                                            | 1717–1719     | | |
| Charles Paulet, 2. Duke of Bolton                                                                           | 1719–1721     | | |
| Charles FitzRoy, 2. Duke of Grafton                                                                         | 1721–1723     | | |
| John Carteret, Lord Carteret                                                                                | 1724–1729     | | |
| John Carteret, Lord Carteret                                                                                | 1724–1729     | Georg II. | |
| Lionel Sackville, 1. Duke of Dorset                                                                         | 1731–1736     | | |
| William Cavendish, 3. Duke of Devonshire                                                                    | 1737–1744     | 1740–1741: Hungersnot | |
| Philip Stanhope, 4. Earl of Chesterfield                                                                    | 1745–1746     | | |
| William Stanhope, 1. Earl of Harrington                                                                     | 1746–1751     | | |
| Lionel Sackville, 1. Duke of Dorset                                                                         | 1751–1755     | | |
| William Cavendish, 4. Duke of Devonshire                                                                    | 1755–1756     | | |
| John Russell, 4. Duke of Bedford                                                                            | 1757–1761     | | |
| John Russell, 4. Duke of Bedford                                                                            | 1757–1761     | Georg III. | |
| George Montagu-Dunk, 2. Earl of Halifax                                                                     | 1761–1763     | | |
| Hugh Percy, 1. Duke of Northumberland                                                                       | 1763–1765     | | |
| Francis Seymour-Conway, 1. Marquess of Hertford                                                             | 1765–1766     | | |
| George Townshend, 1. Marquess Townshend                                                                     | 1767–1772     | | |
| Simon Harcourt, 1. Earl Harcourt                                                                            | 1772–1776     | | |
| John Hobart, 2. Earl of Buckinghamshire                                                                     | 1776–1780     | | |
| Frederick Howard, 5. Earl of Carlisle                                                                       | 1780–1782     | | |
| William Henry Cavendish-Bentinck, 3. Duke of Portland                                                       | 1782          | Verfassung von 1782 | |
| George Nugent-Temple-Grenville, Earl Temple                                                                 | 1782–1783     | | |
| Robert Henley, 2. Earl of Northington                                                                       | 1783–1784     | | |
| Charles Manners, 4. Duke of Rutland                                                                         | 1784–1787     | | |
| George Nugent-Temple-Grenville, 1. Marquess of Buckingham                                                   | 1787–1789     | | |
| John Fane, 10. Earl of Westmorland                                                                          | 1789–1794     | | |
| William Fitzwilliam, 4. Earl Fitzwilliam                                                                    | 1794–95       | | |
| John Pratt, 1. Marquess Camden                                                                              | 1795–1798     | 1796: französischer Invasionsversuch 1798: Irische Rebellion                                                             | |
| Charles Cornwallis, 1. Marquess Cornwallis                                                                  | 1798–1801     | 1801: Irland wird Teil des Vereinigten Königreichs unter dem Act of Union                                                | |
| Philip Yorke, 3. Earl of Hardwicke                                                                          | 1801–1806     | 1803: Aufstandsversuch unter Robert Emmet                                                                                | |
| John Russell, 6. Duke of Bedford                                                                            | 1806–1807     | | |
| Charles Lennox, 4. Duke of Richmond                                                                         | 1807–1813     | | |
| Charles Whitworth, 1. Earl Whitworth                                                                        | 1813–1817     | | |
| Charles Chetwynd-Talbot, 2. Earl Talbot                                                                     | 1817–1821     | | |
| Charles Chetwynd-Talbot, 2. Earl Talbot                                                                     | 1817–1821     | Georg IV. | |
| Richard Wellesley, 1. Marquess Wellesley                                                                    | 1821–1828     | | |
| Henry Paget, 1. Marquess of Anglesey                                                                        | 1828–1829     | 1829: Roman Catholic Relief Act                                                                                          | |
| Hugh Percy, 3. Duke of Northumberland                                                                       | 1829–1830     | | |
| Henry Paget, 1. Marquess of Anglesey                                                                        | 1830–1833     | Wilhelm IV. | 1831–1836: Zehnt-Krieg                                                                              |
| Richard Wellesley, 1. Marquess Wellesley                                                                    | 1833–1834     | Wilhelm IV. | 1831–1836: Zehnt-Krieg                                                                              |
| Thomas Hamilton, 9. Earl of Haddington                                                                      | 1835          | Wilhelm IV. | 1831–1836: Zehnt-Krieg                                                                              |
| Constantine Phipps, 2. Earl Mulgrave                                                                        | 1835–1839     | Wilhelm IV. | 1831–1836: Zehnt-Krieg                                                                              |
| Constantine Phipps, 2. Earl Mulgrave                                                                        | 1835–1839     | Victoria | |
| Hugh Fortescue, Viscount Ebrington                                                                          | 1839–1841     | | |
| Thomas de Grey, 2. Earl de Grey                                                                             | 1841–1844     | | |
| William à Court, 1. Baron Heytesbury                                                                        | 1844–1846     | 1845–1852: Große Hungersnot in Irland                                                                                    | |
| John Ponsonby, 4. Earl of Bessborough                                                                       | 1846–1847     | 1845–1852: Große Hungersnot in Irland                                                                                    | |
| George Villiers, 4. Earl of Clarendon                                                                       | 1847–1852     | 1845–1852: Große Hungersnot in Irland                                                                                    | |
| Archibald Montgomerie, 13. Earl of Eglinton                                                                 | 1852          | | |
| Edward Eliot, 3. Earl of St Germans                                                                         | 1853–1855     | | |
| George Howard, 7. Earl of Carlisle                                                                          | 1855–1858     | | |
| Archibald Montgomerie, 13. Earl of Eglinton                                                                 | 1858–1859     | | |
| George Howard, 7. Earl of Carlisle                                                                          | 1859–1864     | | |
| John Wodehouse, 1. Earl of Kimberley                                                                        | 1864–1866     | | |
| James Hamilton, 1. Marquess of Abercorn                                                                     | 1866–1868     | 1867: Fenieraufstand | |
| John Spencer, 5. Earl Spencer                                                                               | 1868–1874     | 1869: Irish Church Act                                                                                                   | |
| James Hamilton, 1. Duke of Abercorn                                                                         | 1874–1876     | | |
| John Spencer-Churchill, 7. Duke of Marlborough                                                              | 1877–1880     | | |
| Francis Cowper, 7. Earl Cowper                                                                              | 1880–1882     | | |
| John Spencer, 5. Earl Spencer                                                                               | 1882–1885     | 1882: Phoenix-Park-Morde                                                                                                 | |
| Henry Herbert, 4. Earl of Carnarvon                                                                         | 1885–1886     | | |
| John Hamilton-Gordon, 7. Earl of Aberdeen                                                                   | 1886          | | |
| Charles Vane-Tempest-Stewart, 6. Marquess of Londonderry                                                    | 1886–1889     | | |
| Lawrence Dundas, 3. Earl of Zetland                                                                         | 1889–1892     | | |
| Robert Crewe-Milnes, 2. Baron Houghton                                                                      | 1892–1895     | | |
| George Cadogan, 5. Earl Cadogan                                                                             | 1895–1902     | | |
| William Humble Ward, 2. Earl of Dudley                                                                      | 1902–1905     | Eduard VII. | |
| John Hamilton-Gordon, 7. Earl of Aberdeen                                                                   | 1905–1915     | Eduard VII. | |
| John Hamilton-Gordon, 7. Earl of Aberdeen                                                                   | 1905–1915     | Georg V. | 1914: Government of Ireland Act, ausgesetzt wegen des Ersten Weltkriegs                             |
| Ivor Guest, 2. Baron Wimborne                                                                               | 1915–1918     | Georg V. | 1916: Osteraufstand 1918: Wehrpflichtkrise von 1918                                                 |
| John French, 1. Viscount French                                                                             | 1918–1921     | Georg V. | 1919–1921: Irischer Unabhängigkeitskrieg 1920: Government of Ireland Act                            |
| Edmund Fitzalan-Howard, 1. Viscount FitzAlan of Derwent                                                     | 1921–1922     | Georg V. | 1921: Anglo-Irischer Vertrag                                                                        |